# Eumelea sangirensis
Eumelea sangirensis är en fjärilsart som beskrevs av W. Warren 1896. Eumelea sangirensis ingår i släktet Eumelea och familjen mätare. Inga underarter finns listade i Catalogue of Life.